# Michal Šmarda (fotbalista)
Michal Šmarda (* 31. ledna 1971) je bývalý český fotbalista, záložník. Jeho otcem je fotbalový trenér Milan Šmarda.

## Fotbalová kariéra
V mládežnických kategoriích hrál za Spartak Hradec Králové, kde i začal svou ligovou kariéru. V roce 1996 přestoupil do SK Sigma Olomouc a odtud v roce 1998 do AC Sparta Praha. V lize dále pokračoval v Blšanech, Viktorii Žižkov a vrátil se do FC Hradec Králové. Kariéru ukončil v Bohemians 1905. V lize odehrál 341 utkání a dal 19 gólů. Se Spartou získal v sezóně 1998–1999 ligový titul, s Viktorií Žižkov byl dvakrát v lize třetí – v sezónách 2001–2002 a 2002–2003. V evropských pohárech nastoupil v dresu Viktorie Žižkov do 6 utkání. Po skončení aktivní kariéry působil jako asistent v FC Hradec Králové a v sezoně 2012–2013 byl asistentem v Jablonci. Nyní se stal hrajícím asistentem mužstva krajského přeboru Jiskra Hořice.